# Seggenrohrsänger
Der Seggenrohrsänger (Acrocephalus paludicola) ist eine sehr seltene, weltweit vom Aussterben bedrohte Rohrsängerart, die dem Schilfrohrsänger (A. schoenobaenus) recht ähnlich ist. Es werden weder geographische Variationen noch Unterarten unterschieden.

## Aussehen
In Größe und Aussehen ist der Seggenrohrsänger dem viel häufigeren Schilfrohrsänger sehr ähnlich, doch bestehen einige deutliche Unterschiede, die eine sichere Bestimmung fast immer möglich machen sollten: Insgesamt ist das gesamte Gefieder des Seggenrohrsängers kontrastreicher gezeichnet als das des Schilfrohrsängers. Die Schwarzzeichnungen auf Rücken, Flügel und Armdecken sind deutlicher, die Brust ist bei ausgefärbten Vögeln im Gegensatz zum Schilfrohrsänger fein schwarz gestrichelt. Besonders auffällig ist das Oberkopfmuster: Zwei relativ breite, schwarze (bzw. schwarzbraune) Streifen ziehen sich vom oberen Schnabelansatz breiter werdend zum Nacken; sie werden von einem beigen bis rahmgelben schmalen Medialstreifen getrennt. Die deutlichen Überaugstreifen sind ebenfalls meist beige oder etwas heller, aber niemals weiß. Die Beine dieser Art sind orangegelb bis fleischfarben; beim Schilfrohrsänger sind sie dunkelbräunlich. Die Geschlechter ähneln einander sehr, doch sind die Weibchen unauffälliger, weniger kontrastreich gezeichnet.

## Stimme
Sehr gut lassen sich Seggenrohrsänger und Schilfrohrsänger anhand ihrer Stimme unterscheiden: Die Gesangsstrophen des Seggenrohrsängers dauern kaum länger als drei Sekunden. Vor allem werden sie während der ersten Nachtstunden bzw. wieder ein, zwei Stunden vor der Morgendämmerung vorgetragen, während der Schilfrohrsänger ein Morgendämmerungs- und Morgensänger ist. Meist besteht der Gesang aus einem eintönigen Schnarren, das von kurzen Pfeiftönen unterbrochen wird. Vollständige Strophen des Schilfrohrsängers dauern dagegen über 20 Sekunden. Außer den Schnarr- und Quetschlauten sowie den Pfeiftönen sind in seiner Strophe vielfältige für das menschliche Ohr wohltönende Elemente sowie Sequenzen aus anderen Vogelstrophen enthalten; letztere fehlen beim Seggenrohrsänger fast vollständig.

## Verbreitung

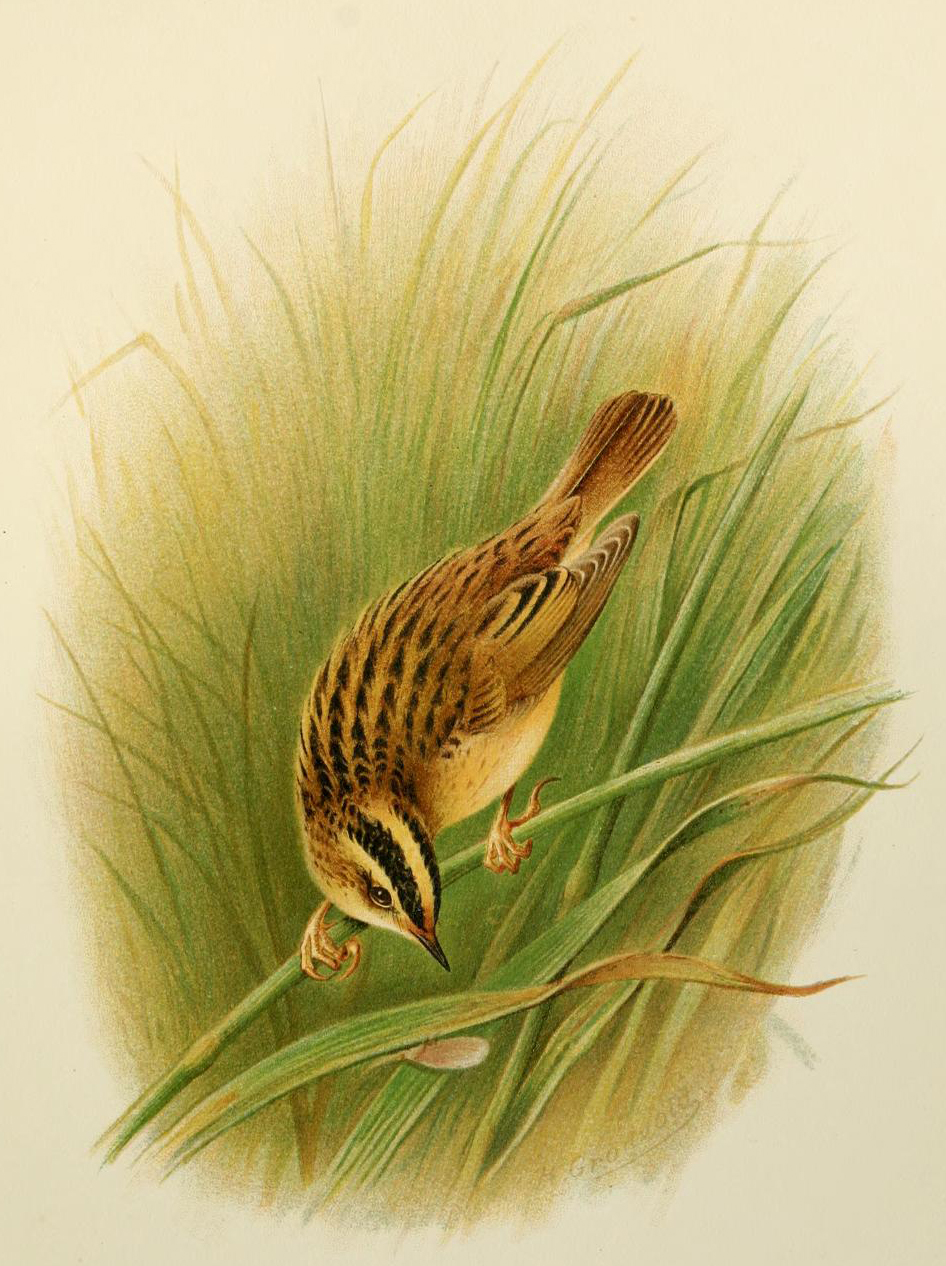
Darstellung eines Männchens durch Henrik Grönvold

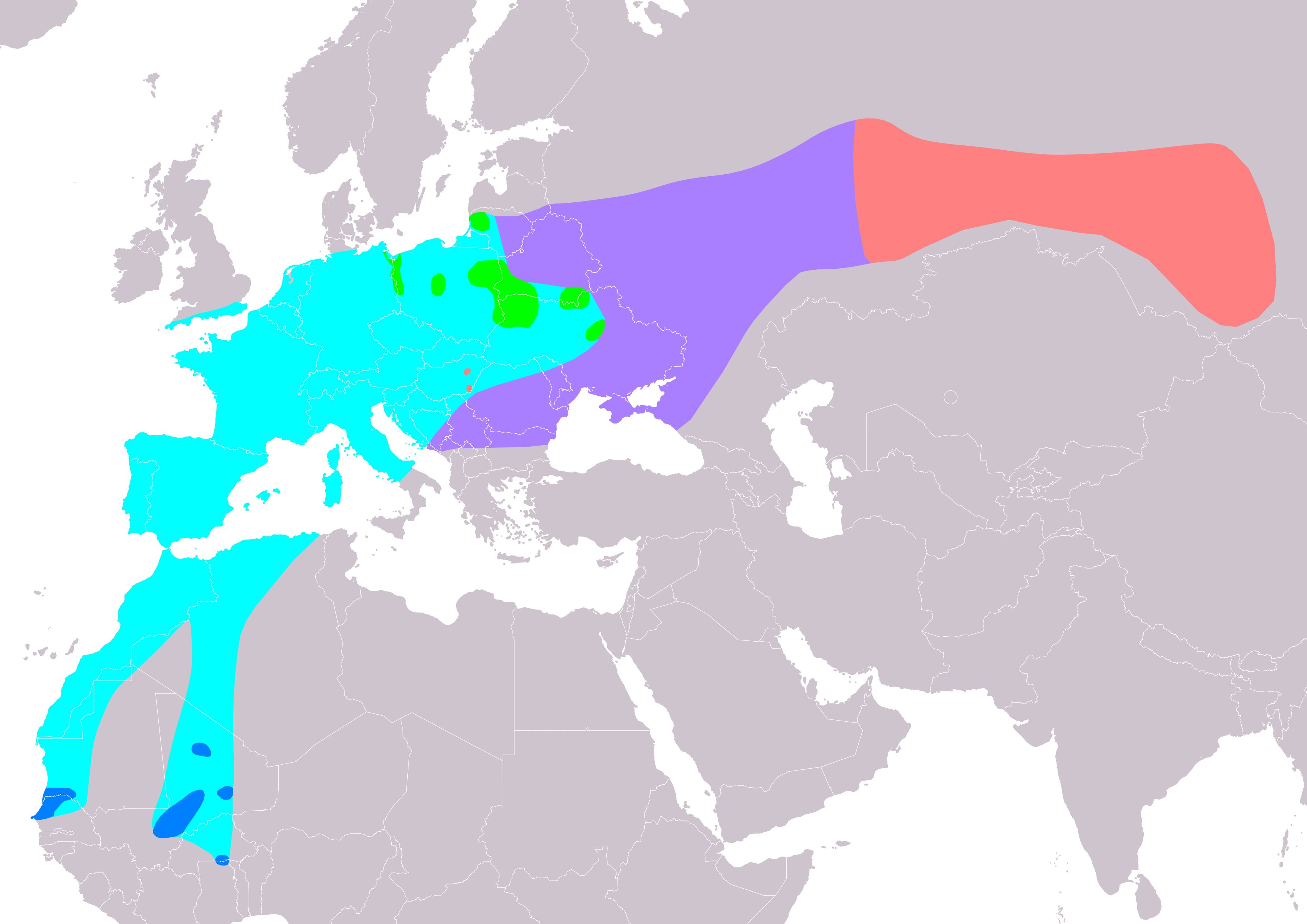
Verbreitung des Seggenrohrsängers:
Brutgebiete
Migration
Überwinterungsgebiete
Wahrscheinliche Migration
Population wahrscheinlich erloschen

Das Verbreitungsgebiet liegt in einem schmalen Gürtel im Wesentlichen zwischen 45° und 60° Nord und reichte im frühen 20. Jahrhundert von den Niederlanden bis Sibirien. Seit dem Zweiten Weltkrieg ist das Areal massiv geschrumpft, heute bildet die Oder die Westgrenze. Die Hauptvorkommen befinden sich in Polen, der Ukraine und Belarus, daneben gibt es inselartige Vorkommen in Ungarn und Sibirien. Die deutschen und ungarischen Vorkommen bilden die westliche Verbreitungsgrenze der Art.
In Deutschland gab es zuletzt eine kleine Population (1995: 34 singende Männchen, 2000: 19 sM, 2005: höchstens 12 sM) im unteren Odertal nahe der polnischen Grenze. Ein gegen Ende der 80er Jahre fast 30 Männchen umfassendes Brutvorkommen nahe Greifswald ist seit 1998 erloschen. Bei der letzten Vogelzählung im Unteren Odertal 2017 wurden keine Seggenrohrsänger mehr gezählt. Ebenso erloschen ist ein noch um 1940 bestehendes Vorkommen am Neusiedler See in Österreich. Die ungarischen Bestände in der Hortobágy nehmen nach einem Anstieg in den 90er Jahren seit 2002 wieder ab.

## Lebensraum
Die Lebensraumansprüche des Seggenrohrsängers sind hoch: Der Lebensraum muss sehr insektenreich sein, damit es dem Weibchen allein gelingt, die Jungen erfolgreich aufzuziehen. Typische Standorte sind Niedermoore mit maximal achtzig Zentimeter hohen Seggenbeständen und einem Wasserstand in den Seggenbeständen von einem bis zehn Zentimetern.

## Wanderungen
Der Seggenrohrsänger zieht als Langstreckenzieher entlang der Nordsee- und Atlantikküste nach Westafrika. Genaue Erkenntnisse über den Zugverlauf und die Überwinterungsgebiete fehlten bisher, erst 2007 wurde in Westafrika südlich der Sahara ein wichtiges Winterquartier entdeckt.
Um die Überwinterungsgebiete des Seggenrohrsängers ausfindig zu machen, entnahmen Wissenschaftler des Aquatic Warbler Conservation Teams von in Europa beringten Seggenrohrsängern Federn und isolierten diese auf ihre Isotopenzusammensetzung. Anhand solcher Isotopenprofile lässt sich ungefähr feststellen, wo sich ein Vogel aufgehalten hat. Als mögliche Überwinterungsquartiere des Seggenrohrsängers konnte auf diese Weise eine Zone unmittelbar südlich der Sahara eingegrenzt werden. Unter Einbeziehung früherer Seggenrohrsängernachweise grenzte man das in Frage kommende Gebiet auf eine Region in direkter Nachbarschaft des Senegal ein. Schließlich konnten die Vögel in einem hundert Quadratkilometer großen Gebiet lokalisiert werden, das im Umkreis des Djoudj-Nationalparks im Norden Senegals liegt.

## Fortpflanzung
Das Männchen des Seggenrohrsängers ist nicht an der Jungenaufzucht beteiligt, diese erfolgt ausschließlich durch die Weibchen. Männchen des Seggenrohrsänger konkurrieren mit allen anderen Männchen um jedes Weibchen in der unmittelbaren Nachbarschaft des Reviers. Dies führt dazu, dass etwa sechzig Prozent aller Seggenrohrsängerbruten von mehr als einem Männchen abstammen. Es wurden sogar Gelege mit sechs Eiern nachgewiesen, bei denen die Jungen von fünf verschiedenen Männchen abstammten.

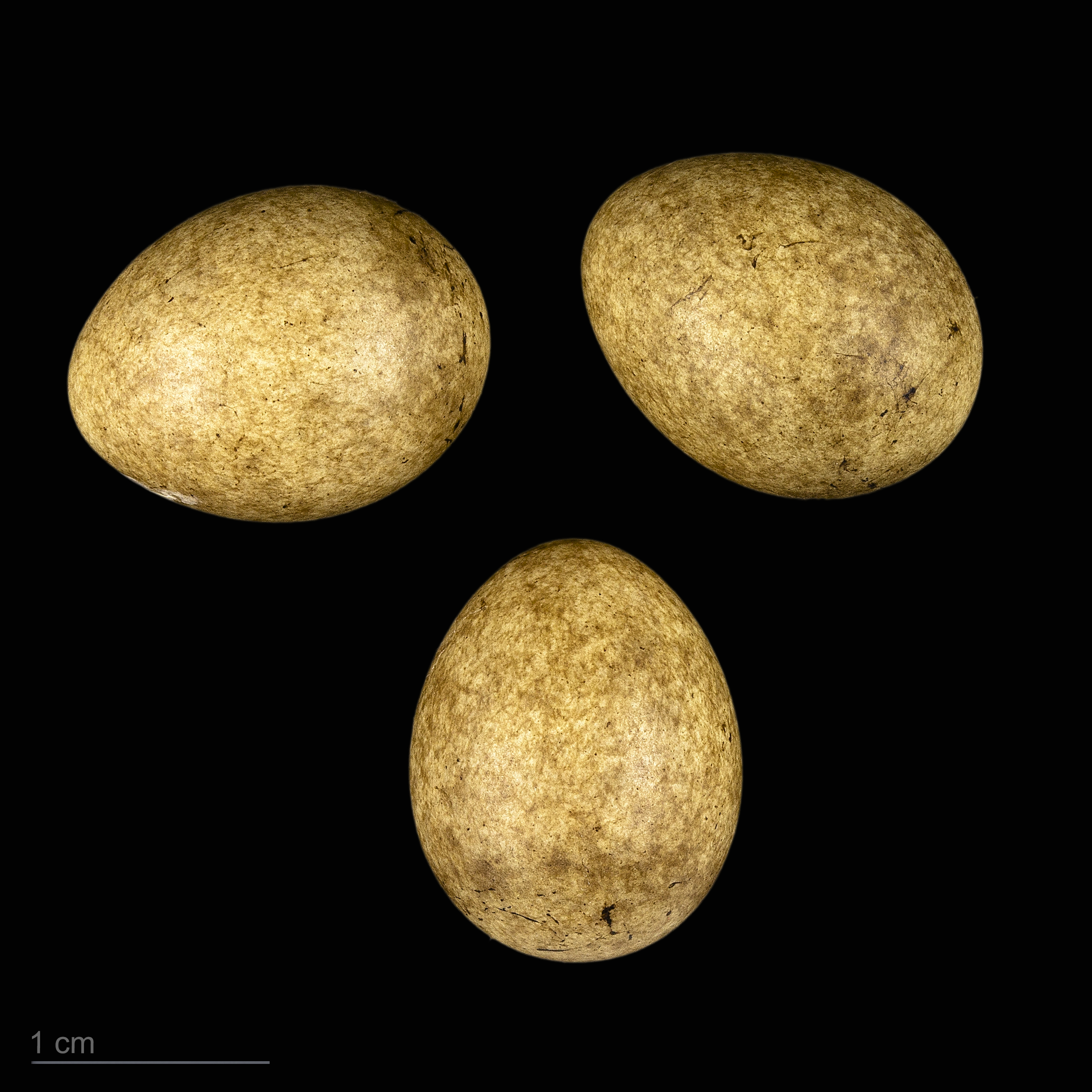
Acrocephalus paludicola, Sammlung Museum von Toulouse

## Gefährdungssituation und Bestand
Auf der Roten Liste der IUCN wird die Art wegen der sinkenden Bestände als gefährdet (Vulnerable) eingestuft. Die Gesamtzahl der singenden Männchen wurde im Jahr 2021 auf 9100 bis 14.300 geschätzt, woraus sich ein Bestand von 18.000 bis 29.000 adulten Individuen bzw. von 27.000 bis 43.000 Individuen insgesamt ergibt. Der globale Bestandsrückgang wird auf 10 bis 20 % innerhalb von zehn Jahren geschätzt. Das heutige Brutareal umfasst etwa 580.000 km², wovon etwa 99 % in den Ländern Polen, Belarus und Ukraine liegen. Während die polnische Subpopulation mit etwa 3024 singenden Männchen stabil zu sein scheint oder sogar wächst, kam es in der belarussischen Subpopulation von 2000 bis 2011 zu einem Bestandseinbruch von 47 bis 55 % und umfasst nun noch etwa 4120 s. M.; die ukrainische Subpopulation umfasst etwa 3653 s. M. Eine kleinere Subpopulation in Litauen hat sich von unter 110 s. M. auf 247 s. M. im Jahr 2016 erholt. Anders sieht es bei der ungarischen Subpopulation aus: Von ursprünglich über 700 s. M. sank der Bestand auf 331 s. M. im Jahr 2002 und nach weiteren Bestandszusammenbrüchen im Jahr 2006 und 2012 starb diese aus. Auch die pommersche Subpopulation in Nordost-Deutschland und Nordwest-Polen ist wohl nahezu erloschen, da es seit 2014 keine Nachweise von s. M. mehr gab. Über das Fortbestehen der westsibirischen Subpopulation ist wenig bekannt, aber vermutlich ist auch diese ausgestorben oder umfasst maximal 500 s. M., da es seit 2000 keine Nachweise mehr gab.
Als Hauptgrund für den Bestandsrückgang nennt die IUCN Habitatverlust und -degradation, da Feuchtgebiete zugunsten der Landwirtschaft trockengelegt, zum Torfabbau genutzt werden oder große wasserbauliche Maßnahmen wie die Eindämmung von Überschwemmungsflächen oder die Begradigung von Flüssen geeignete Lebensräume vernichten. Weitere Bedrohungen sind unkontrollierte Flächenbrände im Frühling und Sommer, Überweidung und zu häufige oder frühe Mahd in den Brutgebieten. Aber auch in den Winterquartieren treten Gefahren auf: So wird die Art auch dort von Habitatverlust durch Trockenlegung und Umwandlung in landwirtschaftlich nutzbare Flächen, Überweidung, Dürren und darauffolgende Desertifikation sowie Versalzung bedroht.
Aufgrund der ernsten Lage bei der pommerschen Subpopulation gilt die Art in Deutschland als vom Aussterben bedroht (Rote Liste Kat. 1). Außerdem gehört sie zum Anhang I der EU-Vogelschutzrichtlinie (RL 79/409/EWG).

## Trivia
Der Asteroid (8977) Paludicola wurde nach dem Seggenrohrsänger (wissenschaftlicher Name: Acrocephalus paludicola) benannt.